# Émile Fairon
Émile Fairon, né le 11 octobre 1875 à Pépinster où il meurt le 1er janvier 1945, est un archiviste et historien belge.

## Biographie
Émile Fairon nait à Pepinster le 11 octobre 1875. Après des études à l'athénée royal de Verviers, il s'inscrit à l'université de Liège, où il obtient un doctorat en philologie classique. En 1901, il commence à travailler en tant que stagiaire à la Bibliothèque royale de Belgique, où il classe les sceaux et les matrices de sceaux. En 1902, il obtient le titre d'archiviste et est désigné comme employé aux Archives de l'État à Liège en 1903. Il prend la tête du dépôt en 1924, succédant à Léon Lahaye. Dans les années 1930, il supervise le transfert des archives du palais provincial vers un dépôt spécialement construit sur le site de l'ancienne gare de Liège-Jonfosse. Il meurt le 1er janvier 1945.

## Ouvrages

### Articles
- « Un document du XVIe siècle relatif au pillage de Liège de 1468 », Chronique archéologique du pays de Liège, t. I, no 6,‎ juin 1906, p. 51 (lire en ligne)
- « Un projet d'élevage des vers à soie au pays de Liège en 1775 », Bulletin de l'institut archéologique liégeois, Liège, t. XXXVII,‎ 1907, p. 151-158 (ISSN 0776-1260, lire en ligne)
- « Deux documents inédits concernant le peintre Gérard Douffet », Chronique archéologique du pays de Liège, t. III, no 5,‎ mai 1908, p. 44-45 (lire en ligne)
- « Marchands de peintures à Liège en 1694 », Chronique archéologique du pays de Liège, t. IV, no 6,‎ juin 1909, p. 50-52 (lire en ligne)
- « L'affaire Blanjean: un épisode d'histoire religieuse et diplomatique en 1633-1634 », Bulletin de la Société Verviétoise d'Archéologie et d'Histoire, t. 11,‎ 1910, p. 115-160
- « Notice sur la fabrication des canons à Liège au XVIe siècle », Bulletin de l'institut archéologique liégeois, Liège, t. XL,‎ 1910, p. 47-64 (ISSN 0776-1260, lire en ligne)
- « Notes sur la domination bourguignonne dans la principauté de Liège, 1468-1476 », Bulletin de l'institut archéologique liégeois, Liège, t. XLII,‎ 1912, p. 1-89 (ISSN 0776-1260, lire en ligne)
- « Louis Elzevier, citoyen de Liège, 1569-1570 », Chronique archéologique du pays de Liège, t. XIV, no 1,‎ janvier 1923, p. 7-12 (lire en ligne)
- « Paul de Richelle, architecte liégeois. 1536-1542 », Chronique archéologique du pays de Liège, t. XIV, no 6,‎ octobre-décembre 1923, p. 83-90 (lire en ligne)
- « Un dossier de l’inquisiteur liégeois Thierry Hezius (1532 à 1545) », Bulletin de la Commission royale d’histoire, t. lxxxviii,‎ 1924, p. 99-160 (présentation en ligne)
- « Le premier index de livres prohibés à Liége, 1545 », Le Compas d’or, Anvers, E. de Coker, 2e série, vol. iii,‎ 1925, p. 1-15*« L'organisation méthodique du dépouillement des Archives concernant l'Ancien Pays de Liège », Annuaire d'Histoire Liégeoise, t. I, no 1,‎ 1929-1930, p. 15-23, article no 2 (ISSN 0304-0771, OCLC 183358507)
- « La « Grande Pitié » des Archives de la cité de Liège », Annuaire d'Histoire Liégeoise, t. I, no 2,‎ 1931, p. 62-81, article no 5 (ISSN 0304-0771, OCLC 183358507)*« Les inventaires de chartes liégeoises dressés en 1409 et conservés à Lille », Annuaire d'Histoire Liégeoise, t. I, no 4,‎ 1935-1936, p. 220-228, article no 18 (ISSN 0304-0771, OCLC 183358507)
- « La paix d'Angleur », Annuaire d'Histoire Liégeoise, t. I, no 5,‎ 1937, p. 344-367, article no 26 (ISSN 0304-0771, OCLC 183358507)
- « Liste chronologique d'actes concernant les métiers et confréries de la cité de Liège : I. Le bon métier des fèvres (pp. 310 à 343). », Annuaire d'Histoire Liégeoise, t. I, no 5,‎ 1937, p. 306-343, article no 25 (ISSN 0304-0771, OCLC 183358507)
- « Liste chronologique d'actes concernant les métiers et confréries de la cité de Liège : II. Le bon métier des charliers (pp. 8 à 19). III. Le bon métier des cherwiers (pp. 19 à 24). IV. Le bon métier des meuniers (pp. 25 à 33). V. Le bon métier des boulangers (pp. 34 à 66). », Annuaire d'Histoire Liégeoise, t. II, no 6,‎ 1938, p. 8-66, article no 31 (ISSN 0304-0771, OCLC 183358507)
- « In Memoriam : Joseph Maurice Remouchamps », Annuaire d'Histoire Liégeoise, t. II, no 7,‎ 1939, p. 191-194, article no 41 (ISSN 0304-0771, OCLC 183358507)
- « Liste chronologique d'actes concernant les métiers et confréries de la cité de Liège : VI. Le bon métier des vignerons (pp. 87 à l 00). VII. Le bon métier des houilleurs (pp. .1 01 à 107). VIII. Le bon métier des pêcheurs (pp. 107 à 114). IX. Le bon métier des cuveliers et des sclaideurs (pp. 114 à 132). », Annuaire d'Histoire Liégeoise, t. II, no 7,‎ 1939, p. 87-132, article no 36 (ISSN 0304-0771, OCLC 183358507)
- « Liste chronologique d'actes concernant les métiers et confréries de la cité de Liège : X. Le bon métier des porteurs (pp. 203 à 234). XI. Le bon métier des brasseurs (pp. 235 à 267). », Annuaire d'Histoire Liégeoise, t. II, no 8,‎ 1940, p. 203-267, article no 43 (ISSN 0304-0771, OCLC 183358507)
- « Liste chronologique d'actes concernant les métiers et confréries de la cité de Liège : XII. Le bon métier des drapiers (pp. 396 à 456). XIII. Le bon métier des retondeurs et banseliers (pp. 457 à 466). », Annuaire d'Histoire Liégeoise, t. II, no 9,‎ 1941, p. 397-466, article no 50 (ISSN 0304-0771, OCLC 183358507)
- « Liste chronologique d'actes concernant les métiers et confréries de la cité de Liège : XIV. Le bon métier des entretailleurs de drap (pp. 509 à 526). XV. Le bon métier des vieux-wariers (pp. 526 à 535). XVI. Le bon métier des vairenxhohiers ou pelletiers (pp. 535 à 543). », Annuaire d'Histoire Liégeoise, t. II, no 10,‎ 1942, p. 509-543, article no 55 (ISSN 0304-0771, OCLC 183358507)
- « In memoriam : Léon Lahaye », Annuaire d'Histoire Liégeoise, t. III, no 11,‎ 1943, p. 93 -99, article no 61 (ISSN 0304-0771, OCLC 183358507)
- « Liste chronologique d'actes concernant les métiers et confréries de la cité de Liège : XVII. Le bon métier des soyeurs (pp. 7 à 16). XVIII. Le bon métier des naiveurs (pp. 17 à 45). XIX. Le bon métier des mairniers (pp. 45 à 56). », Annuaire d'Histoire Liégeoise, t. III, no 11,‎ 1943, p. 7-56, article no 58 (ISSN 0304-0771, OCLC 183358507)
- « Liste chronologique d'actes concernant les métiers et confréries de la cité de Liège : XX. Le bon métier des charpentiers (pp. 131 à 153). XXI. Le bon métier des couvreurs (pp. 154 à 163). XXII. Le bon métier des maçons (pp. 164 à 182). », Annuaire d'Histoire Liégeoise, t. III, no 12,‎ 1944, p. 131-182, article no 64 (ISSN 0304-0771, OCLC 183358507)
- « Liste chronologique d'actes concernant les métiers et confréries de la cité de Liège : XXIII. Le bon métier des corduaniers (pp. 374 à 385). XXIV. Le bon métier des corbesiers (pp. 386 à 390). », Annuaire d'Histoire Liégeoise, t. III, no 13,‎ 1945, p. 374-390, article no 69 (ISSN 0304-0771, OCLC 183358507)
- « Liste chronologique d'actes concernant les métiers et confréries de la cité de Liège : XXV. Le bon métier des texheurs ou tisserands de toile (pp. 447 à 455). XXVI. Le bon métier des cureurs et toiliers (pp. 456 à 458). XXVII. Le bon métier des harengiers et fruitiers (pp. 458 à 467). XXVIII . Le bon métier des bouchers dits mangons (pp. 467 à 497). », Annuaire d'Histoire Liégeoise, t. III, no 14,‎ 1946, p. 447 -497, article no 74 (ISSN 0304-0771, OCLC 183358507)
- « Liste chronologique d'actes concernant les métiers et confréries de la cité de Liège : XXIX. Le bon métier des tanneurs (pp. 575 à 610). XXX. Le bon métier des chandelons et floqueniers (pp. 6 10 à 619). XXXI. Le bon métier des merciers (pp. 619 à 633). Annexe. Métier des chapeliers (pp. 634 à 642). XXXII. Le bon métier des orfèvres (pp. 642 à 662). », Annuaire d'Histoire Liégeoise, t. III, no 15,‎ 1947, p. 575-662, article no 80 (ISSN 0304-0771, OCLC 183358507)
- « Analyses sommaires des Journées d'Etats de la principauté de Liège (1541 à 1611) », Annuaire d'Histoire Liégeoise, t. V, no 22,‎ 1954, p. 285-412, article no 111 (ISSN 0304-0771, OCLC 183358507)
- « Analyses sommaires des Journées d'Etats de la principauté de Liège. 1613-1650 », Annuaire d'Histoire Liégeoise, t. V, no 23,‎ 1955, p. 469-573, article no 114 (ISSN 0304-0771, OCLC 183358507)
- « Analyses sommaires des Journées d'Etats de la principauté de Liège. 1651-1689 », Annuaire d'Histoire Liégeoise, t. V, no 24,‎ 1956, p. 659-759, article no 118 (ISSN 0304-0771, OCLC 183358507)

### Ouvrages
- Régestes de la Cité de Liège, t. I-IV, Liège, Georges Thone, 1933-1939 (présentation en ligne)
- Lettres de Grognards, Paris-Liège, Georges Courville, 1936, 416 p. (présentation en ligne)
- Chartes confisquées aux bonnes villes du pays de Liège et du comté de Looz après la bataille d'Othée (1408), Bruxelles, Commission Royale d'Histoire, 1937, 504 p., in-8° (présentation en ligne)